# Böhmische Knödel

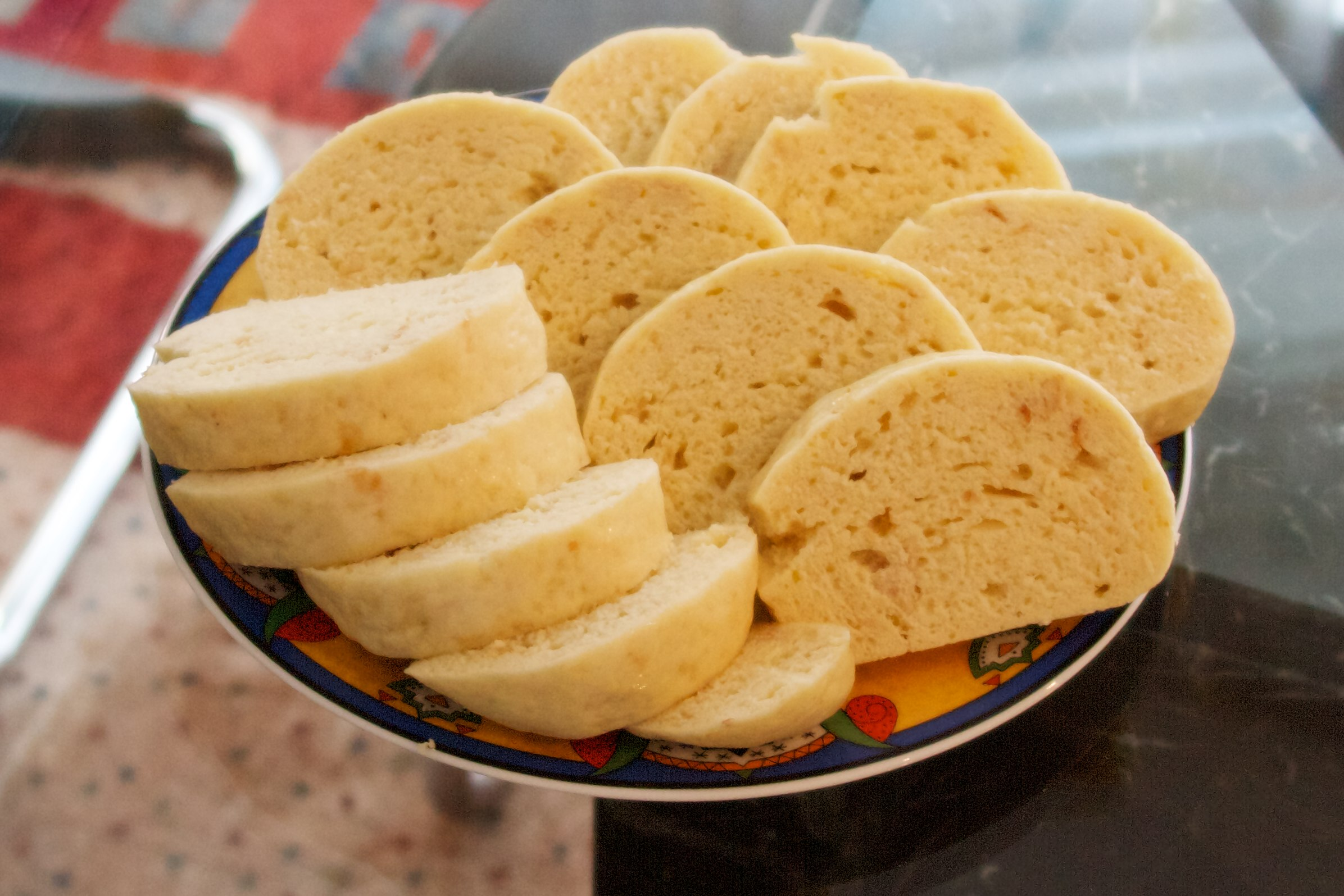
Böhmische Knödel in Scheiben geschnitten

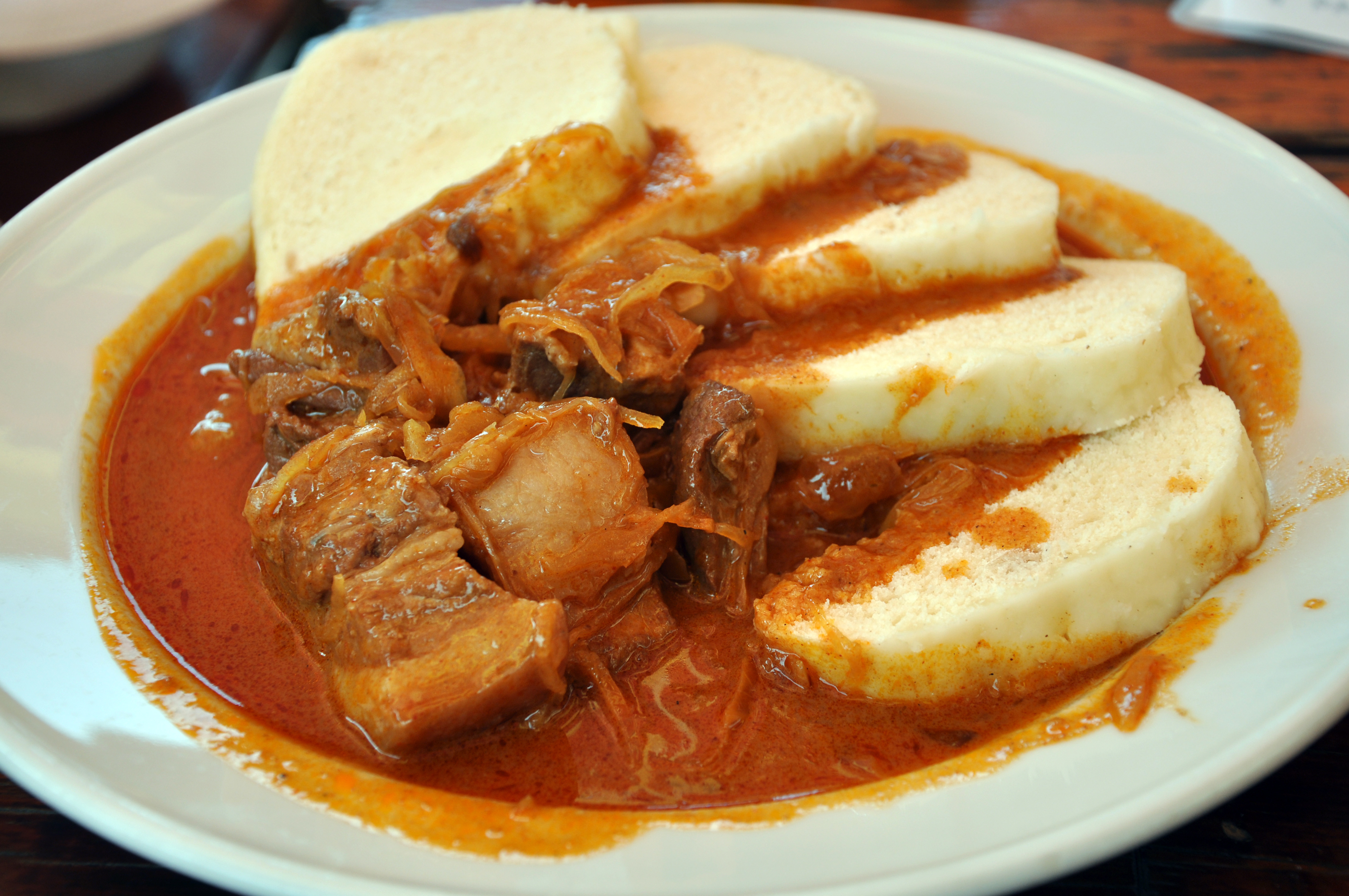
Böhmische Knödel zu Szegediner Gulasch

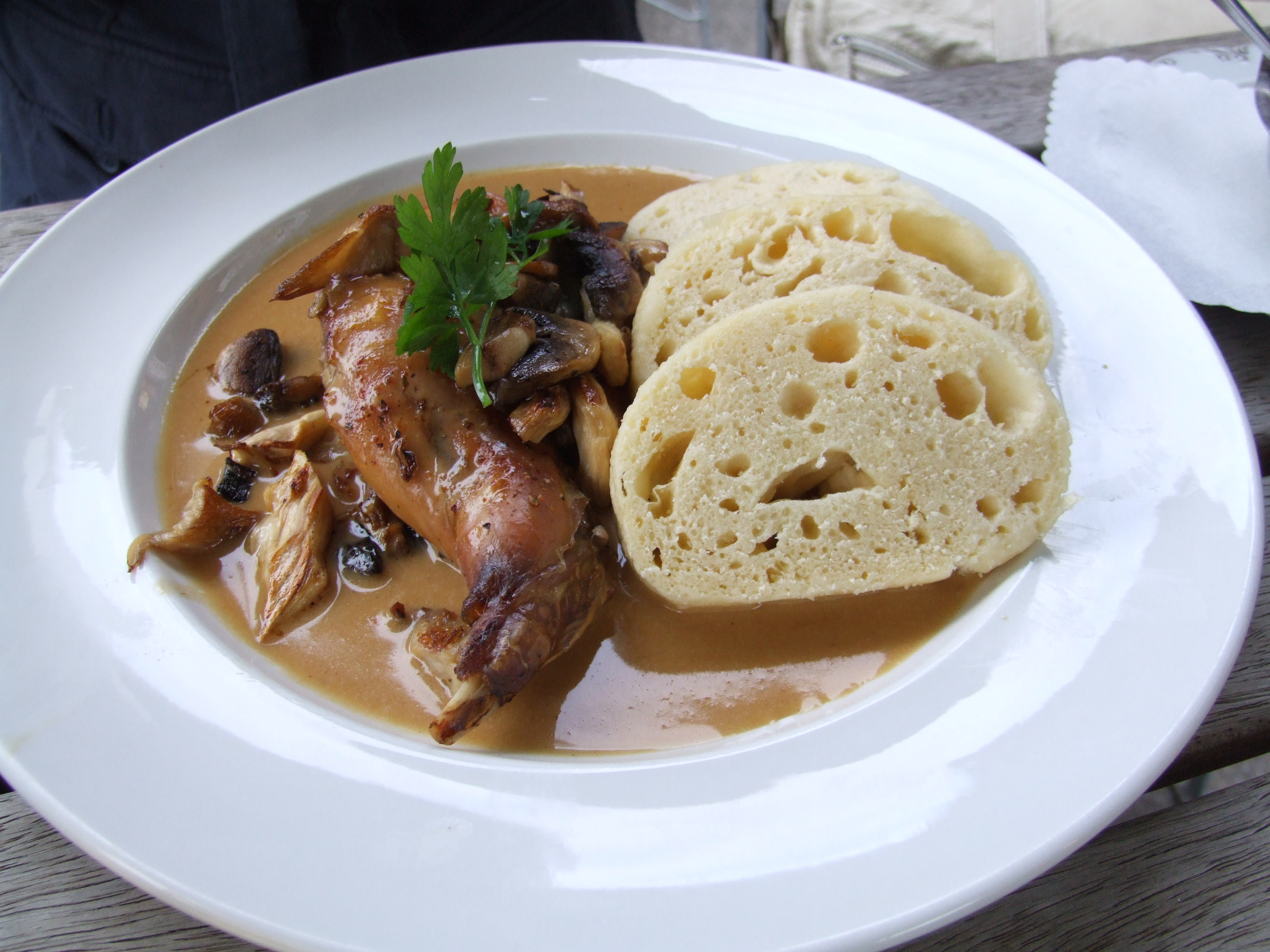
Kaninchenkeule mit Bratensoße und Böhmischen Knödeln

Böhmische Knödel (Tschechisch Houskový knedlík) sind Klöße, die länglich geformt sind und nach dem Garen in Scheiben geschnitten werden. In Tschechien werden sie meist zu Gerichten mit hohem Soßenanteil serviert. Die österreichische Küche kennt sowohl böhmische Mehl- als auch böhmische Erdäpfel-Knödel.

## Herstellung

### Deutschland
Aus Weizenmehl, Eiern, Milch oder Wasser, Backpulver, Salz und Muskat sowie in Butter gebräunten Semmelwürfeln wird ein Kloßteig geknetet. Aus dem Teig werden längliche Knödel ausgeformt, die gedämpft oder in siedendem Salzwasser pochiert werden. Statt Backpulver kann auch Hefe verwendet werden.

### Österreich / Böhmen
Für böhmische Mehlknödel wird ein weicher Nockerlteig aus leicht geröstetem Knödelbrot, Ei, Mehl, Milch und Salz bereitet. Die rund geformten Knödel lässt man in Salzwasser ziehen. Die böhmischen Erdäpfelknödel werden aus einer trocknen Masse aus gekochten, zerdrückten Kartoffeln mit viel Roggenmehl geformt und in Selchsuppe gekocht; sie werden im Mühlviertel als Beilage zum Selchfleisch gereicht.
Böhmische Knödel ist eine Sammelbezeichnung für tschechische knedlíky. Gemeinhin versteht man im gewöhnlichen Sprachgebrauch darunter eine Variante des Hefekloßes, der besonders zubereitet und geformt wird. Weniger bekannt ist, dass dafür in Tschechien Dunst verwendet wird: Dunst ist eine Ausmahlung, die in der Korngröße zwischen eigentlichem Mehl und Grieß liegt, ausschließlich Mehl im engeren Sinn ist für ihre Herstellung ungeeignet. Die Verwendung von Dunst wiederum gibt ihnen die charakteristische Schnittfläche.
Knedliky wiederum stellen im Tschechischen mehrere Varianten dar und sind eine der bekanntesten und beliebtesten Beilagen, die auch in anderen Küchen (der bayrischen, österreichischen und italienischen Küche) bekannt sind. Zu den als böhmische Knödel bekanntesten Varianten gehören:
- houskové knedlíky (Böhmische Semmelknödel, Hefeklöße unter Zusatz von teilweise gerösteten Semmeln)
- bramborove knedliky (Böhmische Kartoffelknödel, hergestellt durch einen Zusatz gekochter Kartoffeln)
- chlupaté knedlíky (Grüne Klöße, hergestellt aus rohen Kartoffeln, ohne oder nur mit wenig Mehl)
- tvarohové knedlíky (Quarkknödel)

Sie sind Beilage oder Nachspeise der böhmischen Küche.

## Varianten
In der klassischen Variante werden sie aus grobgemahlenem Weizenmehl (doppelgriffigem Mehl, das unterscheidet sie ebenfalls von den sonstigen Hefeklößen), Eiern, Milch, Salz und oft mit Hefe oder Backpulver zubereitet. Nach gründlicher Durchknetung und einer Ruhezeit (bei Verwendung von Hefe von bis zu zwei Stunden) wird der Teig zu Laiben geformt und im Dampf oder in leicht siedendem Wasser, direkt oder in einer Stoffserviette eingepackt, etwa 20 Minuten gekocht oder gedämpft. In fingerdicke Scheiben geschnitten werden die Knödel vornehmlich mit Nähfaden oder einem Knödelschneider, dies gibt den Scheiben ihr charakteristisches Aussehen.
Böhmische Semmelknödel (houskové knedlíky) werden aus einem Teig hergestellt, der zusätzlich zu dem oben beschriebenen klassischen mit Semmeln angereichert ist. Die Semmeln werden dem Teig feucht zerdrückt, in Würfel (oder Scheiben, wenn aus Hörnchen) geschnitten, oder als geröstete Würfel zugegeben, was als vornehmste Variante gilt. Böhmische Semmelknödel werden meist zu saucenreichen Gerichten wie Svíčková oder zu bratenfetthaltigen Gerichten wie Vepřo-knedlo-zelo (böhmischer Schweinebraten) serviert. Restbestände werden oft in Würfel geschnitten und mit Ei(ern) gemischt in einer Pfanne in Butter gebraten serviert.
Wird ein Großteil des Mehls durch gekochte und zerdrückte Kartoffeln ersetzt, entstehen Böhmische Kartoffelknödel (bramborove knedliky), die als Beilage (vorwiegend zu Fleischbraten mit Bratensaft) genauso üblich sind. Beliebt sind sie auch (in Scheiben) nur in Butter oder Schmalz geröstet, früher ein „Arme-Leute-Essen“. Wird das Mehl ersetzt durch rohe Kartoffeln, sind dies die im weiteren Sinn auch grüne Klöße (tschechisch chlupaté knedlíky).
Einige Arten werden mit Speck, Spinat oder bei den süßen Varianten (dann Teig ohne Salz) mit Powidl oder Früchten gefüllt und als Kugeln geformt. Die letzteren können auch aus einem Teig hergestellt werden, in dem Quark die Hauptkomponente ist (oft unter Zugabe von Grieß), dann heißen sie Quarkknödel (Topfenknödel, tvarohové knedlíky). Als Obstfüllung sind ganze Zwetschgen am geläufigsten; es sind aber auch geteilte Aprikosen sowie Kirschen, Erdbeeren und Heidelbeeren üblich, eher selten ist Rhabarber. Sie werden mit Butter übergossen und mit Zucker bestreut sowie noch mit Joghurt, Quark und manchmal auch mit Mohn oder Sahne serviert.
Die mit Obst gefüllten Knödel werden in kleinen Portionen auch als Nachspeise serviert.

## Andere Küchen
Die klassische Variante entspricht den im Böhmerwald bekannten Wuchter, als Serviettenknödel sind sie der österreichischen Küche und in jüngerer Vergangenheit auch in der deutschen Küche bekannt.  Powidlknödel entsprechen in ihrer Beschaffenheit und Servierform den österreichischen Germknödeln, sind aber in der böhmischen Form kleiner – es werden, wie bei den Obstknödeln, mehrere Knödel pro Portion serviert.

## Handelsvarianten
Man kann die Knödel auch aus fertigen Teigzubereitungen herstellen, die in Tschechien überall angeboten werden, oder auch fertige und gekühlte Knödellaibe erwerben: Letztere müssen dann nur noch geschnitten und aufgedämpft werden.